# 吉北梨乃
吉北 梨乃（よしきた りの、1月13日 - ）は、日本の声優、女優。宮城県出身。プロダクション・エース所属。

## 来歴
2004年から2015年までNHK仙台少年少女合唱隊に所属していた。2016年から2018年までアイドルユニット「青葉定禅寺学院」に所属していた。2021年12月連盟空軍航空魔法音楽隊ルミナスウィッチーズのニコニコ生放送にてシルヴィ・カリエッロ役で採用された旨が発表された。

## 人物
資格：手相能力検定4級
特技：歌
趣味：昭和歌謡、辛い食べ物
方言：仙台弁

## 出演
太文はメインキャラクター。

### テレビアニメ
2022年
- 連盟空軍航空魔法音楽隊ルミナスウィッチーズ（シルヴィ・カリエッロ）
- ラブライブ!スーパースター!!
- VAZZROCK THE ANIMATION（記者）

2023年
- 神達に拾われた男2（生徒2）
- レベル1だけどユニークスキルで最強です（機械音）
- 盾の勇者の成り上がり Season3（偽奴隷、住人、川澄樹〈小学生〉）
- 経験済みなキミと、経験ゼロなオレが、お付き合いする話。（女子生徒C）

2025年
- 履いてください、鷹峰さん（女性B、大学生B、女子生徒C、女子生徒G、女子生徒B）

### OVA
- ラブライブ!虹ヶ咲学園スクールアイドル同好会 NEXT SKY（2023年）

### ゲーム
- 月ウサギのそだてかた（リン（光）[1]）
- THE LORD OF THE PARTIES（女将[19]）
- ヘブンバーンズレッド（2023年、習志野ドーム住人）
- アクション対魔忍[19]

### 吹き替え

#### 映画
- スパイ・ファミリー（ナターシャ[1]）
- ミュータント：マックス（メリッサ[1]）
- ザ・ガーディアン 狂暴の美学（ハンナ)
- 呪術大決戦（女忍者など）
- 霊幻道士XII 英叔復活だョ！全員集合（ホンイー役ほか）

#### ドラマ
- 未成年裁判（ヨ・ジウン、キム・イソン）[20]
- サンブル川の事件 凶悪犯罪はなぜ見逃されたのか [19]
- ピックル・ストーム　異世界からの転校生[21]

### ボイスドラマ
- 四つ子ぐらし（宮美一花[1][2]）

### オーディオブック
- こわい家、あります。くらやみくんのブラックリスト[22]
- 犬小屋アットホーム！[19]

### ナレーション
- 東京都環境局「ゼロエミッション東京戦略2020 Update & Report」[19]
- グリーンチャンネル「がんばる！畜産！」[19]
- 「たまごっちのプチプチおみせっち おまちど〜さま！」にゅ〜もんビデオ[19]
- 「たまごっちのプチプチおみせっち おまちど〜さま！ Nintendo Switch 2 Edition」紹介ビデオ[19]

### 舞台
- SION〜悲しみの街と歌う美容室〜
- 鳴砂[3]
- 魔笛（童子I[3]）
- 青空メロディーズ～We are baseball girls!!～（2024年2月1日 - 2月4日、大塚・萬劇場） - 水野早苗 役[23]
- 青空メロディーズ〜2nd melody〜（2024年7月24日 - 7月28日、新宿村LIVE） - 水野早苗 役[24]
- 青空メロディーズ〜3nd melody〜（2025年1月16日 - 1月19日、CBGKシブゲキ‼）- 水野早苗 役[25]
- 青空メロディーズ〜Last melody〜（2025年7月24 日- 7月27日、CBGKシブゲキ‼）- 水野早苗 役[26]

### イベント
- 声優朗読劇フォアレーゼン 山形公演トークショー（MC）

### ラジオ
- 吉北梨乃のホームルーム（2017年 - 2018年）[3]
- マイタウンレディオ月曜日（2017年 - 2019年、メインパーソナリティー[3]）

### その他
- 突撃！ナマイキTV　（リポーター）
- 伊達な街四丁目アカペラストーリート2018
- 0さいだもんおはなししましょ　新版　（読み聞かせ音声）[1]
- 1さいだもんおはなししましょ　新版　（読み聞かせ音声）[1]
- 2さいだもんおはなししましょ　新版　（読み聞かせ音声）[1]
- 3さいだもんおはなししましょ　新版　（読み聞かせ音声）[1]